# Pösingermajor
Pösingermajor Budapest egyik városrésze a XI. kerületben.

## Fekvése
Határai: Kakukkhegyi erdősor Budapest határától – Irhás árok – Törökbálinti út – Budapest határa a Kakukkhegyi erdősorig.

## Története
A terület arról a majorról kapta a nevét, amelyet Bösinger (Pösinger) Ferenc Ignác gyógyszerész, polgármester létesített itt a 18. században a 438 m magas Kakukk-hegy meredek déli lejtőjén.
Pösingermajor területén található a Rupp-hegy.

## Látványosság
Szentháromság-szobor (Pestis-oszlop)
A Gazdagréten található, barokk stílusú Szentháromság-szobor már évszázadok óta, egész pontosan 1761 óta díszíti a Törökbálinti és a Gazdagréti út, valamint az Irhás árok találkozásánál álló járdaszigetet.
A XX. századig Gazdagrét mezőgazdasági, szőlőtermesztő terület volt a XI. kerület szélén. A hagyomány szerint egy sváb szőlősgazdát, aki az Irhás árokban dolgozott, a lovával és a kocsijával együtt magával sodort egy hirtelen támadt nyári zivatar folyamán az áradó víz. A Törökbálinti útnál lévő pallónál fennakadt, és így megmenekült. Ezért hálából egy fogadalmi szobrot emeltetett a megmenekülése helyén.
Egy másik hagyomány szerint a XVIII. században a pestisben elhunytak számára létesítettek örök nyughelyet a Dévai intézet helyén. Ebben a temetőben állt egykor ez a szobor. Később a temetőt felszámolták, de a szobor megmaradt.

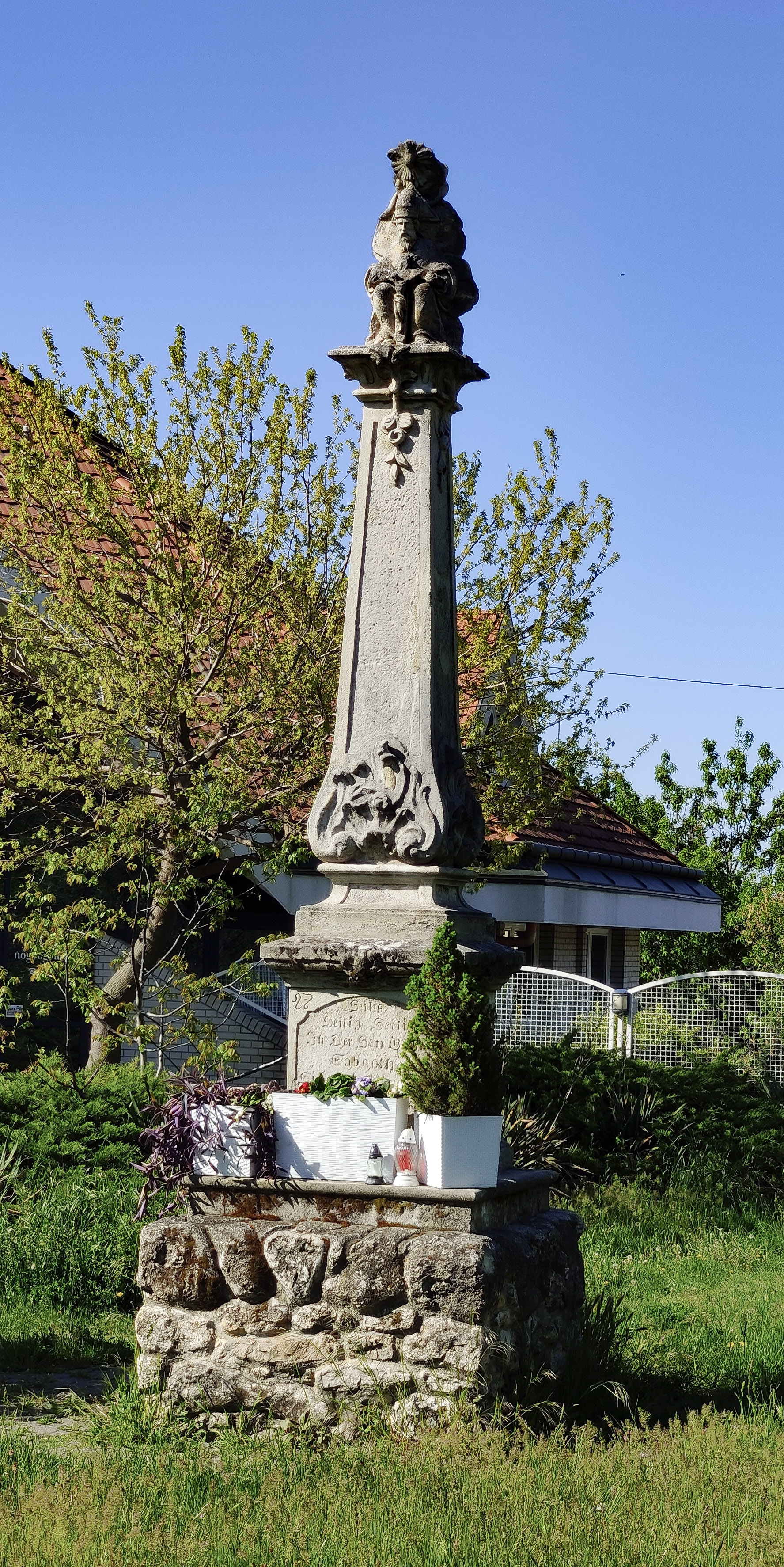
A pösingermajori Pestis-oszlop

## Források

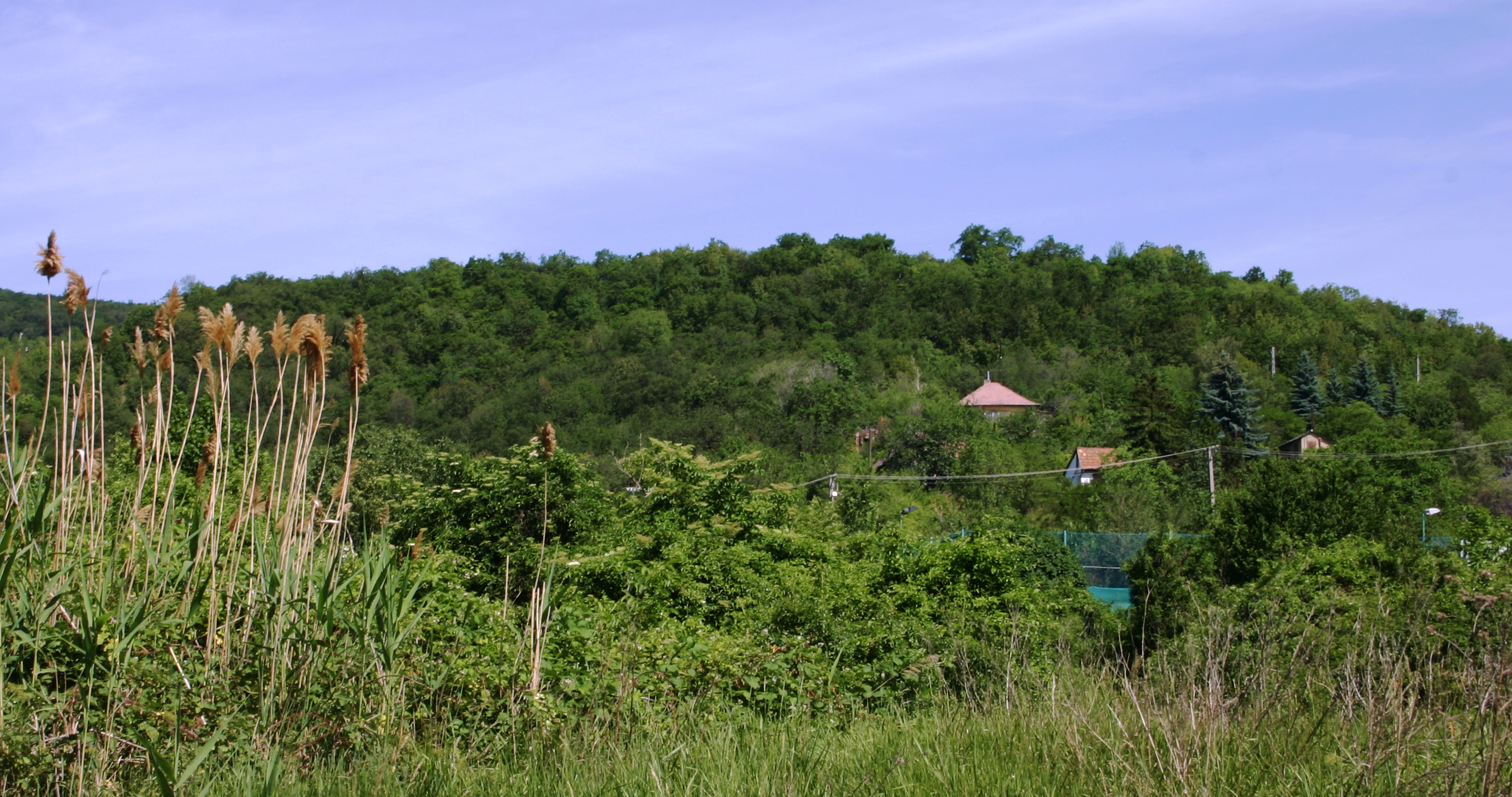
A városrész legismertebb pontja, a Rupp-hegy